# Home Command
Pour les articles homonymes, voir Adjudant-général.
Le Home Command, anciennement Personnel and Support Command, est un organe de commandement de l'Armée britannique. Il est chargé de l'administration de l'armée de terre britannique et de la gestion de son personnel et de son organisation. Le Commander Home Command a souvent le grade de général ou de lieutenant général.
En 2015, le poste d'adjudant général de l'armée aux Forces ((en) Adjudant-General to the Forces) a été supprimé et a été renommé Commandant du commandement du personnel et du soutien. En avril 2016, le Commandement du personnel et du soutien a été renommé Home Command.
Son quartier général a été regroupé avec celui du Land Command (gestion opérationnelle) à Wilton (Wiltshire) en Angleterre.
Le Commander Home Command a pour rôles la gestion du personnel, la gestion financière, l'administration générale, l'éducation militaire, les services légaux et la police militaire, ainsi que le service pénitentiaire.
Le poste actuel est occupé depuis juin 2018 par le lieutenant général Tyrone R. Urch.

## Liste des commandants

### Adjudant général de l'armée aux Forces
- 2000-2003 : Lieutenant général Timothy Granville-Chapman
- 2003-2005 : Lieutenant général Alistair Irwin
- 2005-2008 : Lieutenant général Freddie Viggers
- 2008-2009 : Lieutenant général Bill Rollo
- 2009-2012 : Lieutenant général Mark Mans
- 2012-2015 : Lieutenant général Gerald Berragan

### Commandant du commandement du personnel et du soutien
- 2015-2016 : Lieutenant général James Bashall

### Commandant Home Command
- 2016-2018 : Lieutenant général James Bashall
- depuis 2018 : Lieutenant général Tyrone R. Urch